# Marčan
Marčan is een plaats in de gemeente Vinica in de Kroatische provincie Varaždin. De plaats telt 624 inwoners (2001).